# Posteditace
Posteditace neboli následná úprava strojového překladu „je procesem vylepšování překladu vytvořeného počítačem při vynaložení minimálního manuálního úsilí“. Člověku, který tuto činnost vykonává, se říká posteditor.
Posteditace je úzce spjata s pojmem preeditace (úprava textu předcházející strojovému překladu). Právě úpravou zdrojového textu před jeho podrobením strojovému překladači (například aplikováním principů redukovaného jazyka) a následnou editací výstupu ze strojového překladače je možné u strojového překladu dosáhnout nejlepších výsledků. Posteditace v tomto smyslu se od běžné editace textu vytvořeného člověkem liší. V oblasti překladu se rozlišuje mezi korekturou, revizí a editací. Zatímco korekturou se rozumí oprava pravopisu a překlepů, editace zahrnuje úpravu celých vět i opravu terminologie. Revize je pak kontrolou překladu s přihlédnutím k výchozímu textu. Text, který prošel posteditací, je možné následně ještě podrobit revizi, aby se dohlédlo na správný výběr slov, nebo kontrole a korekci menších chyb.
Při posteditaci jde o úpravu výstupu strojového překladu do takové míry, na jaké se předem domluví klient a posteditor. Výsledkem základní posteditace je víceméně srozumitelný text, naopak úplná posteditace zaručí, že překlad je přiměřený také po stylistické stránce. Úplná posteditace se tak s pokrokem v strojovém překladu stává alternativou pro překlad ruční. Existuje řada softwarových nástrojů, které umožňují následně editovat výstup strojového překladu. Patří sem například Google Translator Toolkit, Trados, Unbabel a SYSTRAN.

## Posteditace a strojový překlad
Koncem sedmdesátých let strojový překlad opustil laboratoř a začal se používat na účel, pro který byl vynalezen. Používaly ho některé velké instituce jako Evropské komise a Panamerická zdravotnická organizace, později také společnosti jako Caterpillar a General Motors. První studie o posteditaci se objevily v osmdesátých letech a týkaly se právě těchto implementací. Aby se mohly vytvořit přiměřené zásady a vzdělávací instituce, členové AMTA – Association for Machine Translation in the Americas (Sdružení pro strojový překlad v Amerikách) a EAMT – European Association for Machine Translation (Evropského sdružení pro strojový překlad) založili v roce 1999 Post-editing Special Interest Group (Zájmovou skupinu pro posteditaci).
Pokroky v kapacitě a propojitelnosti počítačů po devadesátých letech urychlily vývoj strojového překladu a dovolily mu rozšířit se do webových prohlížečů, kromě jiného ve formě užitečných bezplatných doplňků pro nejznámější vyhledávače (Google Translate, Microsoft Translator, Babel Fish). Širší přijetí nedokonalého strojového překladu způsobilo, že i posteditace se stala všeobecně lépe akceptována. Poptávka po lokalizaci zboží a služeb roste tempem, které člověk jako překladatel nestíhá dohnat ani s pomocí překladových pamětí a jiných pomocných překladatelských technologií. Proto profesionální sdružení jako například TAUS – Translation Automation Users Society (Společnost uživatelů automatizace překladu) očekávají, že strojový překlad a posteditace budou během nejbližších let hrát mnohem důležitější roli.

## Základní a úplná posteditace
Studie z osmdesátých let rozlišovaly mezi dvěma stupni posteditace, které byly v rámci Generálního ředitelství pro překlad Evropské komise nejprve definovány jako konvenční a rychlá, nebo úplná a rychlá. Dnes se nejčastěji rozlišuje mezi posteditací základní (angl. light) a úplnou (angl. full).
Při základní posteditaci zasahuje posteditor do strojového překladu jen minimálně – vždy jen tak přísně, aby koncový uživatel pochopil smysl textu. Očekává se, že klient bude takovýto překlad využívat pouze pro své interní účely. Je řešením v případech, kdy jde o urgentní překlad, nebo kdy je překlad požadován ve zkrácené lhůtě.
Při úplné posteditaci se stupně kvality vyjednané mezi klientem a posteditorem dosahuje s pomocí vyšší úrovně zásahů; výsledkem by měl být text, jenž je nejen pochopitelný, ale také prezentovaný stylisticky vhodným způsobem, takže jej lze použít pro osvojování a dokonce i šíření, pro interní i externí účely.
Hypoteticky nejkvalitnějším výstupem úplné posteditace je text, jejž nelze odlišit od překladu vytvořeného člověkem. Nicméně se předpokládá, že překládat přímo ze zdrojového textu dá překladateli méně úsilí, než aby posteditoval verzi vygenerovanou strojem. S pokroky v strojovém překladu se to ale může změnit. V dnešní době, kdy překladatelské nástroje pracují s pomocí kvalitních dat z konkrétních oborů, klienti dožadující se překladu mezi některými konkrétními jazykovými páry nebo vypracování specifických zadání často požadují od překladatele, aby místo řádného překladu text jen posteditovali. Věří, že tak za nižší cenu dostanou stejnou kvalitu.
Klasifikace posteditace na základní a úplnou pocházející z devadesátých let, kdy nástroje strojového překladu vycházely ještě na CD-ROMech, může být i v případě základní posteditace vzhledem na posun v technologiích zastaralá. Při některých jazykových párech a některých druzích zadání, a to zejména když se zdrojový text preedituje, může neupravovaný výstup posloužit na uchopení hlavní myšlenky textu i bez nutnosti dalších lidských zásahů.

## Efektivnost posteditace
Posteditace se používá, když neupravovaný strojový překlad nestačí a řádného lidského překladu není zapotřebí. Doporučuje se posteditace využít v případech, když produktivitu může alespoň zdvojnásobit, nebo v případě základní posteditace dokonce zčtyřnásobit.
Avšak efektivnost posteditace je obtížné předpovědět. Různé studie z akademické i průmyslové sféry ukázaly, že posteditace je obecně rychlejší než řádný překlad, a to bez ohledu na jazykový pár či překladatelovy zkušenosti. Názory se ale neshodují v otázce, kolik času se ušetří posteditací v praxi. Zatímco odborníci v průmyslové praxi zaznamenali 40% úsporu času, některé vědecké články tvrdí, že v reálných pracovních podmínkách je pravděpodobnější úspora mezi 15-20 %.

## Posteditace a jazykový průmysl
Posteditace je i po třiceti letech pořád „profesí teprve se rodící“. Dosud nebylo úplně prostudováno, jak by měl vypadat správný profil posteditora. Posteditace se, i když jenom částečně, překrývá s překladem a korekturou. Mnozí by předpokládali, že ideálním posteditorem bude překladatel, který se s nadšením nechá vycvičit v konkrétních potřebných dovednostech, ale někteří si naopak myslí, že by mohlo být jednodušší vyškolit bilingválního mluvčího, který s překladem nemá žádné zkušenosti. Nedostatečně zodpovězené zůstávají také otázky jako kdo jsou skuteční posteditoři, zda pracují většinou jako zaměstnanci nebo na volné noze, a za jakých podmínek.
Neexistují ani přesná čísla, která by ilustrovala, jak velký podíl na překladatelském průmyslu má posteditace. Nedávný průzkum ukázal, že 50 % poskytovatelů jazykových služeb ji nabízí, ale až pro 85 % z nich představuje podíl posteditace na všech jejich zakázkách jenom 10 %. Prostřednictvím crowdsourcingové posteditační služby Unbabel přitom bylo přeloženo již víc než 11 miliónů slov (k listopadu 2014).
Produktivita a rozšíření posteditace se vzhledem k neustálému vývoji strojového překladu jen velmi těžko odhadují. Strojový překlad se zlepšuje mimo jiné i díky tomu, že posteditované texty jsou zpětně zpracovávány překladači, a proto čím více textu projde posteditací, tím kvalitnější mohou být strojové překlady. Nelze ovšem opomenout fakt, že překladače se tímto způsobem kromě správných překladů „učí“ i ty chybné.